# Yasuda
Yasuda zaibatsu (安田財閥) foi um conglomerado financeiro detido e gerido pelo clã Yasuda. Um dos quatro grandes zaibatsus do Japão imperial, que foi fundada pelo empresário Yasuda Zenjiro em 1880. Foi dissolvido no final da Segunda Guerra Mundial em 1945 por ordem do Comandante Supremo das Forças Aliadas
O keiretsu Fuyo foi formado após a Segunda Guerra Mundial como uma continuação da Yasuda.